# La Pletera
La Pletera - sovint citat com la Platera - és un espai rural format per un conjunt de prats inundables entre la platja de l'Estartit (L'Estartit) i els camps de conreu de les Deveses. L'espai forma part del Pla d'Espais d'Interès Natural sota l'epígraf "Aiguamolls del Baix Empordà" i, a més, està inclòs a la Xarxa Natura 2000 ES5120016 El Montgrí - Les Medes - El Baix Ter". Abasta una superfície de fins a 16,5 hectàrees.
La zona està ocupada bàsicament per salicornars i altra vegetació d'ambients dunars, maresmes i llacunes salabroses. Concretament destaquen els següents hàbitats d'interès comunitari: llacunes litorals (hàbitat prioritari, codi 1150), prats i jonqueres halòfils mediterranis (Juncetalia maritimi) (codi 1410), matollars halòfils mediterranis (Sarcocornetea fruticosae)  (codi 1420), dunes movents embrionàries (codi 2110), dunes movents del cordó litoral, amb borró (Ammophila arenaria) (codi 2120) i dunes litorals fixades, amb comunitats del Crucianellion maritimae (codi 2210).
Pel que fa a la fauna, és interessant per als ocells aquàtics i a més hi destaca la presència del fartet (Aphanius iberus).
La pressió turística incontrolada comporta la ruderalització de tota la zona i minva d'interès ecològic l'espai. Tanmateix,
existeix un projecte Life-natura (LifeNatura), cofinançat per l'Ajuntament de Torroella de Montgrí i la Unió Europea, i amb la col·laboració tècnica de la Universitat de Girona, per a reordenar les llacunes d'aquesta zona i de la zona del Ter Vell. El projecte pretén realitzar un seguit d'actuacions per a la recuperació i conservació dels sistemes costaners. Entre les actuacions ja realitzades destaca la regeneració del sistema de dunes en aquelles zones actualment degradades on s'han instal·lat sistemes artificials per facilitar la retenció de sorres. A més, la desaparició de les diferents llacunes i aiguamolls que caracteritzaven aquesta zona de desembocadura, ha propiciat la creació d'un nou sistema de llacunes a la maresma de la Pletera que s'ha dut a terme amb la finalitat d'incrementar els hàbitats adequats per la instal·lació de noves poblacions de fartet (Aphanius iberus). No obstant, aquesta última actuació queda fora dels límits de la present zona humida de l'inventari.